# Krewel Meuselbach
Krewel Meuselbach (früher Krewel-Werke) ist ein mittelständisches Pharma-Unternehmen aus Eitorf bei Köln. Krewel ist bekannt für seine Produkte Aspecton, Hedelix, Mallebrin und das Neurosedativum Eusedon.

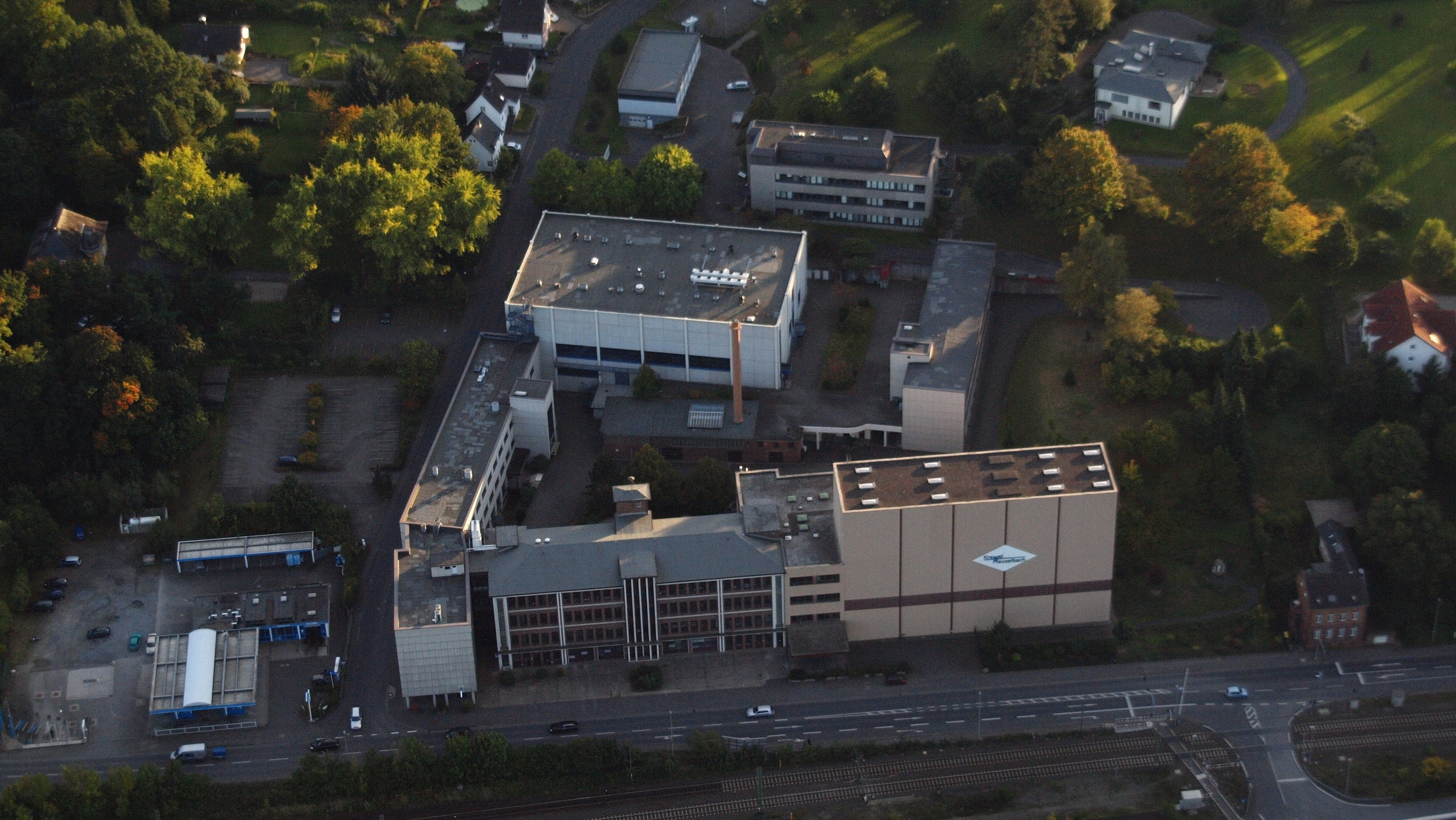
Eitorf, Krewel Meuselbach

## Die Firmengründer

### Ernst Georg Blank
Ernst Georg Blank wurde am 24. Februar 1892 geboren. Er studierte Biologie, Chemie und Medizin in Darmstadt, Straßburg und Jena. 1913 erhielt er seine Approbation als Arzt. Seine naturwissenschaftliche Ausbildung beendete Ernst Blank als Doktor der Philosophie. Er arbeitete im Krankenhaus in Eitorf und forschte an vielen Medikamenten. Auf das Schmerzmittel Analgit erhielt er ein Patent, es verlangte eine fabrikmäßige Fabrikation. Nach einer Zeit als Assistenzarzt übernahm er 1919 eine Arztpraxis in Eitorf.

### August Krewel
Der Apotheker Klemens August Krewel wurde am 14. Mai 1860 in Vettelhoven, heute Grafschaft Kreis Ahrweiler, geboren. Sein Fabrikationsbetrieb, die Krewelwerke, befand sich seit 1893 in Köln und produzierte später das Analgit. Er starb am 3. Januar 1915 in Hennef (Sieg).

### Carl Leuffen
Carl Leuffen war Medizinaldrogist in Eitorf. Er hatte sein Geschäft in dem Gebäude der späteren Gaststätte Treppchen. Vor dem Ersten Weltkrieg zog er in die Leienbergstraße um und eröffnete dort zusammen mit dem Arzt Blank 1922 die Firma Leuffen und Co.

## C. Leuffen und Co.

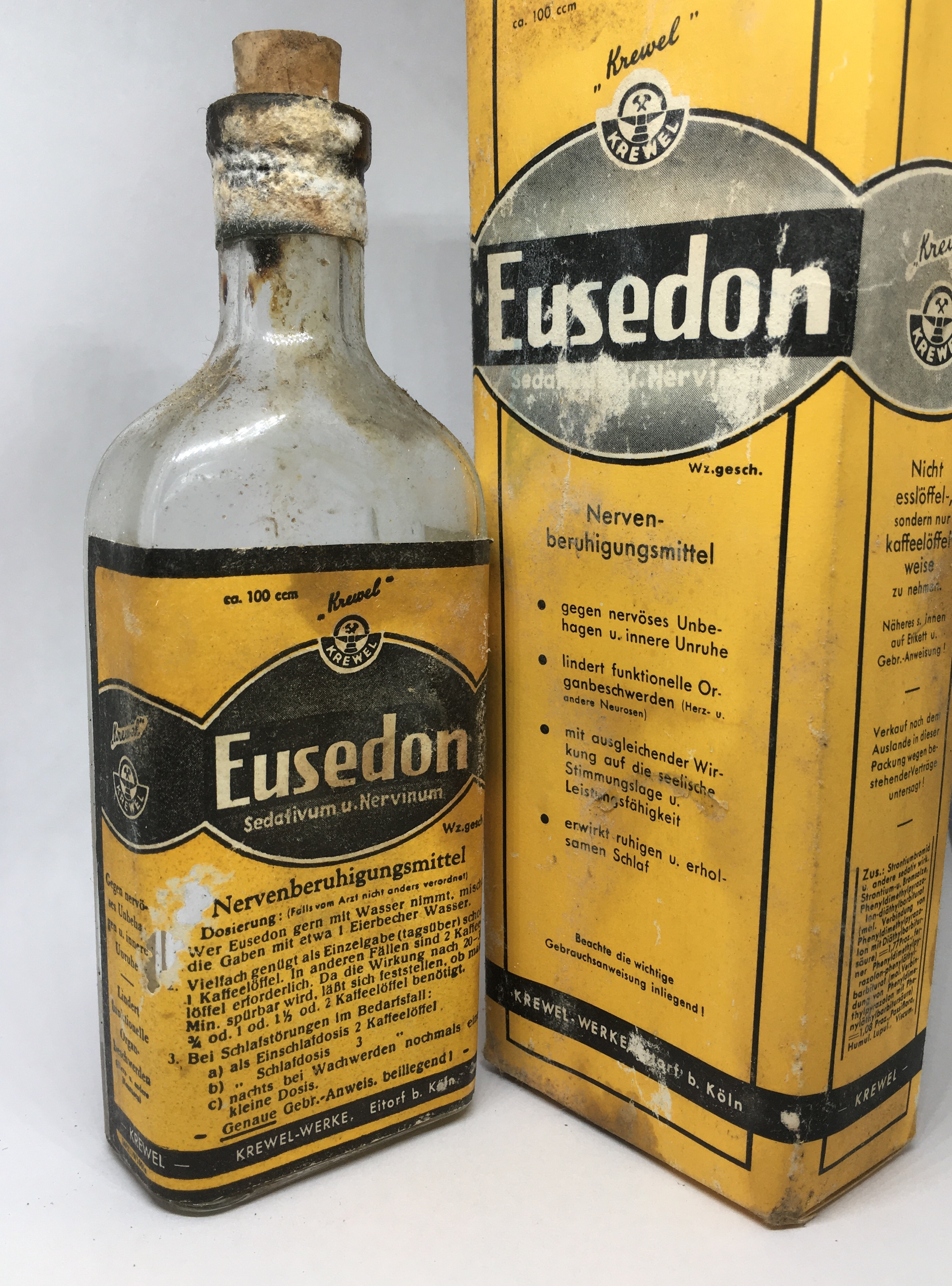
Beruhigungs- und Schlafmittel Eusedon der Krewel-Werke in Eitorf b. Köln

Innerhalb von drei Jahren wurden mehr als drei Millionen Flaschen Analgit abgesetzt, was auch bald der geläufige Name der Firma wurde. 1924 wurde das zum Gurgeln und zur Wundbehandlungen benutzte Chlor- und Sauerstoff abspaltende Adstringens und Antiseptikum Mallebrin ein zweiter großer Erfolg. Das Grundstück an der Leienbergstraße wurde gekauft und als Werk I bebaut. 1928 wurde die Firma in eine GmbH umgewandelt. Ein Werk II entstand an der Bahnhofstraße Ecke Kreuzstraße auf dem Gelände des Bauunternehmers Hesse und bald darauf auch auf der Schreinerei Knüttgen und Dohr. Es erfolgte am 13. Juli 1931 eine Umbenennung in Chemische Fabrik Krewel-Leuffen GmbH. Nach der Schaffung weiterer Werke und Aufkäufen erweiterte sich die Firma mit Niederlassungen in Mettmann und München. Es wurden die Medikamente Mediment (ein mildes Hautreiz-Liniment zum Einreiben) und Kranit auf den Markt gebracht. Im März 1945 wurde das Werk durch Fliegerbomben fast vollständig zerstört, aber unter der Leitung von Ernst Blank wieder aufgebaut. Nach dem Tod von Ernst Blank im Jahr 1957 führte sein Schwiegersohn, der Mediziner Josef Viefhues, das Unternehmen bis zu seinem Tod im Jahre 1969 weiter. Seine Witwe Inge Viefhues übernahm die Geschäftsführung.

## Meuselbach-Pharma

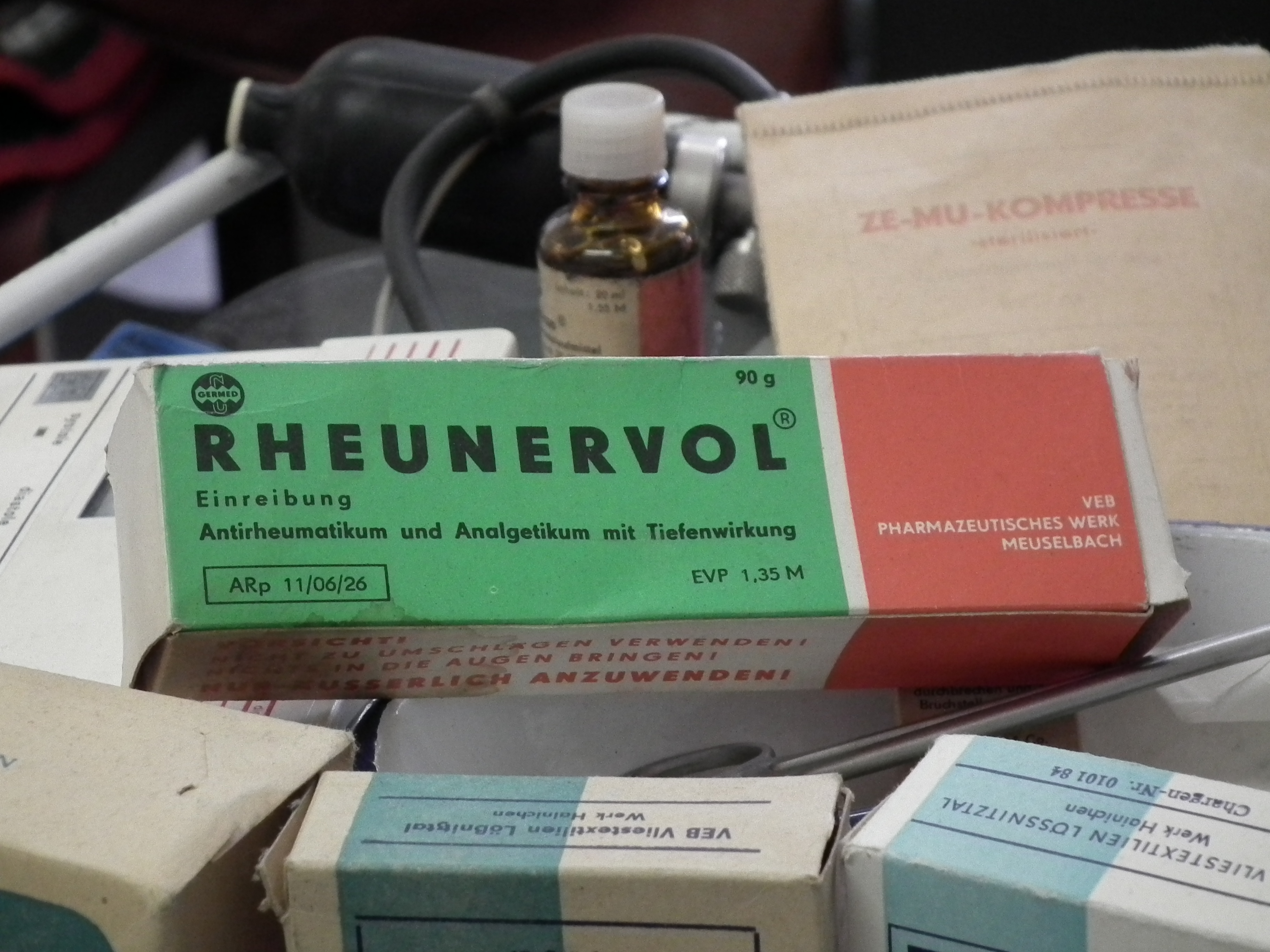
Rheunervol von VEB Pharmazeutisch-Chemische Fabrik Meuselbach

Die Brüder Johann Balthasar und Johann Nicolai Lichtenheldt waren seit 1694 als Laboranten und Olitätenhändler tätig. Aus ihrem Unternehmen entstand die in Thüringen angesiedelte Meuselbach-Pharma, eines der ältesten deutschen Pharmaunternehmen überhaupt. Sie wurde erstmals im Jahre 1745 als Gewerbebetrieb urkundlich erwähnt. Um 1890 beschäftigt die Firma 70 Mitarbeiter. 1926 umfasst das Produktspektrum 288 Artikel, u. a. Regulaxier, das heutige Regulax. Nach der Gründung der DDR wurde Meuselbach-Pharma mit anderen Laborbetrieben zur »VEB Pharmazeutisch-Chemische Fabrik Meuselbach« vereint.

## Krewel Meuselbach
Nach der Wende übernahm Krewel-Leuffen (früher Krewel-Werke Eitorf b. Köln, Markenzeichen: Krewel) im Jahr 1991 die Meuselbach-Pharma. Die schrittweise Zusammenführung beider Unternehmen führte 1996 zur Firma Krewel Meuselbach GmbH. Die veraltete Produktionsstätte in Meuselbach, Thüringen, wurde durch einen Neubau im 20 km entfernten Ort Gehren im Jahr 1996 ersetzt. Nach dem Tod von Inge Viefhues im Jahre 2011 wurde das Unternehmen von einem Gesellschaft-Beirat sowie dem Testamentsvollstrecker als Vertreter der Erben und Kapitalseite geleitet. Nach dem Ausscheiden des Geschäftsführers Detlef Schierstedt (von 1997 bis 2013), übernahm Thomas Quadt dessen Position. 
In der Produktentwicklung wird ein zweigleisiges Konzept verfolgt: 
Neben Arzneimitteln auf synthetischer Basis werden Arzneimittel auf pflanzlicher Basis entwickelt und vertrieben.
Das Unternehmen setzt dabei die Schwerpunkte bei seinen Präparaten in den Bereichen Erkältung, Schmerzen, Zentrales Nervensystem, Beruhigung / Schlafstörung Sedierung, sowie Magen / Darm.
Das Unternehmen ist als Partner der Krankenkassen in etlichen Rabattverträgen mit seinen Präparaten vertreten.
Krewel Meuselbach ist aktuell in über 25 Ländern (vor allem Tschechien, Slowakei, Polen) aktiv, im Baltikum und im Bereich der GUS (Russland, Ukraine, Belarus, Kasachstan) sowie in Australien und Südafrika mit seinen Produkten vertreten.
Krewel Meuselbach verfügt über zwei Produktionsstätten in Eitorf und Gehren mit Ansatz- und Abfülltechnologie für Liquida, Halbfestprodukte und Solida sowohl von Bulkwaren als auch von Fertigprodukten. In Russland, Tschechien und Polen verfügt Krewel Meuselbach über eigene Landesvertretungen.  Die Entwicklung neuer Produkte und die Qualitätsüberwachung erfolgt in einem eigenen Laborbereich.

## Soziales Engagement
Neben den sozialen Leistungen für die eigenen Mitarbeiter in Eitorf und Gehren unterhält die Firma Kontakte zu den ortsansässigen Schulen und pflegt eine über 20-jährige enge Zusammenarbeit mit den Rhein-Sieg-Werkstätten der Lebenshilfe in Eitorf.